# Phare de Brandaris
Le phare de Brandaris est un phare actif situé sur l'île de Terschelling (Îles de la Frise), province de Frise aux Pays-Bas.
Il est géré par le Rijkswaterstaat , l'organisation nationale de l'eau des Pays-Bas.
Il est classé monument national en 1965 par l'Agence du patrimoine culturel des Pays-Bas .

## Histoire
Le nom est un dérivé de Saint Brandarius, un saint auquel l'actuel village de West-Terschelling a été nommé au Moyen Âge.
La première lumière a été construite en 1323 pour marquer l’étroit chenal entre Vlieland et Terschelling pour les navires se rendant à Amsterdam par le Zuiderzee. Un bon marquage était nécessaire car les îles de la mer des Wadden se ressemblent beaucoup de la mer du Nord. La ville hanséatique de Kampen a payé ce premier phare.
L'île de Terschelling se déplaçant peu à peu, le premier phare s'effondra vers 1570. Il a fallu attendre 1592 pour que la construction d'une deuxième tour commence, mais celle-ci s'est effondrée avant d'être terminée à cause de l'utilisation de mauvais matériaux de construction.
La tour actuelle date de 1594. En 1837, le phare de Brandaris devint le premier à utiliser une lentille de Fresnel rotative et son électrification a eu lieu en 1907. Le système d'entraînement électrique a été installé en 1920. En 1977, le phare a reçu un ascenseur. La lumière est maintenant complètement automatique.
En raison des effets du vent et de l'air marin, un entretien régulier du phare est nécessaire. En 2010, la tour a été complètement restaurée par ordre du Rijkswaterstaat. La tour a un éclairage spécial pour empêcher les oiseaux de voler autour de la lanterne.

## Description
Ce phare  est une tour quadrangulaire en pierre, avec une  galerie-terrasse et une lanterne de 52 m de haut. La tour est peinte en jaune et la lanterne est blanche avec un dôme rouge. Il émet, à une hauteur focale de 56 m, un  bref éclat blanc de 0.3 seconde par période de 5 secondes. Sa portée est de 29 milles nautiques (environ 54 km). Il porte un radar Racon émettant les lettres CG depuis 1979.
Identifiant : ARLHS : NET-025 ; NL-2080 - Amirauté : B0904 - NGA : 114-9980 .

## Caractéristique dufeu maritime
Fréquence : 5 secondes (W)
- Lumière : 0.3 seconde
- Obscurité : 4.7 secondes

|        |
| Plaque |

|          |
| Le phare |

|          |
| Le phare |

### Lien connexe
- Liste des phares des Pays-Bas